# Raión de Soskovo
El raión de Soskovo (ruso: Соско́вский райо́н) es un distrito administrativo y municipal (raión) ruso perteneciente a la óblast de Oriol. Se ubica en el oeste de la óblast. Su capital es Soskovo.
En 2023, el raión tenía una población de 5116 habitantes.
Comprende un territorio completamente rural ubicado al oeste de Kromy. En este raión se ubican el nacimiento y curso alto tanto del río Itska como del río Kromá.

## Subdivisiones
Comprende 82 localidades rurales, agrupadas en los siguientes siete asentamientos rurales:
- Almazovo
- Alpeyevo (con capital en Gniloye Boloto)
- Kírovo (con capital en Novognezdílovo)
- Lobyntsevo
- Murayevka
- Ryzhkovo
- Soskovo (la capital del raión)